# Park Narodowy Rajaji
Park Narodowy Rajaji – park narodowy położony u podnóża Himalajów w Indiach. Park chroni zrónicowane obszary lasów liściastych, roślinności rzecznej, zarośli i łąk. Dzięki urozmaiconej topografii w parku występują tu populacje m.in. słoni indyjskich, tygrysów bengalskich, lampartów plamistych, wargaczy leniwych, gorali.